# Kurtley Beale
Kurtley James Beale (Sydney, 6 gennaio 1989) è un rugbista a 15 australiano, centro/estremo del Western Force nel 
Super Rugby Pacific.

## Biografia
Nato in una famiglia aborigena, Beale entrò a far parte delle giovanili degli Waratahs a 16 anni, mentre ancora frequentava le scuole superiori.
A gennaio 2007 esordì in prima squadra in occasione di un'amichevole contro i Brumbies, e più avanti debuttò nel Super 14; in agosto fu ai Western Sydney Rams, formazione dell'Australian Rugby Championship, torneo che durò una sola stagione; terminato l'impegno con tale squadra riprese a giocare negli Waratahs.
A novembre 2009 esordì in Nazionale contro il Galles a Cardiff.
Fece parte della squadra che vinse il Tri Nations 2011 e in seguito si classificò terzo alla Coppa del Mondo di rugby 2011 in Nuova Zelanda.
Nella stagione 2012 Beale fu ai Melbourne Rebels, formazione per cui aveva firmato ad aprile 2011.
Alla fine del Super Rugby 2013 tornò agli Waratahs, con cui si aggiudicò il torneo 2014, il primo per la formazione di Sydney, che batté in finale i neozelandesi Crusaders.
L'anno successivo fece parte della squadra australiana che vinse il Championship e successivamente fu convocato alla Coppa del Mondo di rugby 2015 in Inghilterra in cui giunse fino alla finale, poi persa contro la Nuova Zelanda.

## Palmarès
- Super Rugby: 1
Waratahs: 2014